# رسوميات حاسوبية (تخصص)

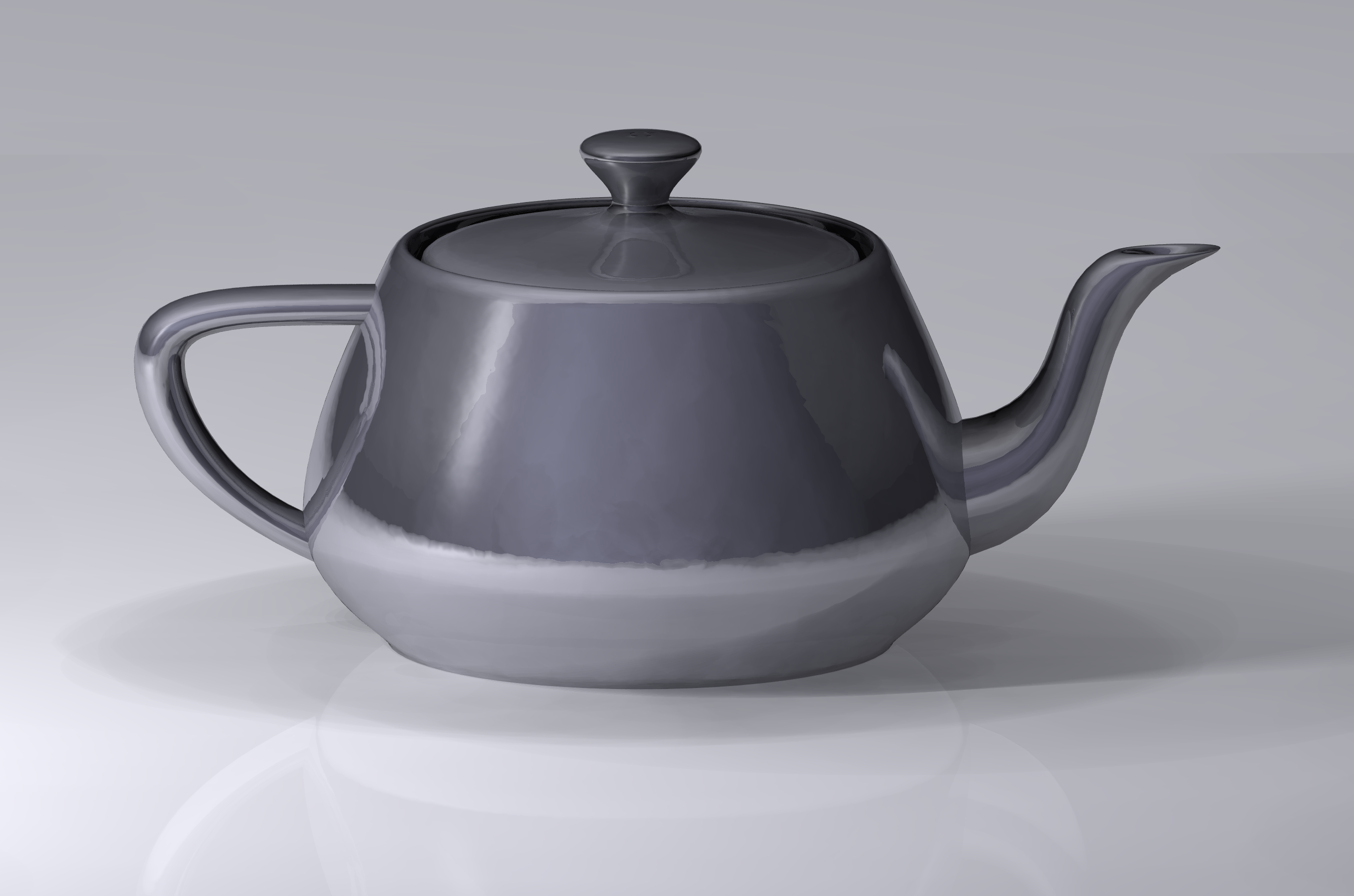
نسخة حديثة من إبريق شاي يوتا، وهو نموذج مبدع في رسومات الحاسوب ثلاثية الأبعاد التي أنشأها مارتن نيويل في عام 1975.

الرسوميات الحاسوبية هي مجال فرعي لعلوم الحاسوب يدرس طرق تجميع المحتوى المرئي ومعالجته رقمياً. على الرغم من أن المصطلح يشير غالبًا إلى دراسة رسومات الكمبيوتر ثلاثية الأبعاد، إلا أنه يشمل أيضًا الرسوميات ثنائية الأبعاد ومعالجة الصور.

## نظرة عامة
يدرس مجال رسومات الحاسوب معالجة المعلومات المرئية والهندسية باستخدام التقنيات الحاسوبية. وهو يركز على الأسس الرياضية والحسابية لتوليد الصور ومعالجتها بدلاً من القضايا الجمالية البحتة. غالبًا ما يتم تمييز رسومات الحاسوب عن مجال الرسم، على الرغم من أن المجالين لهما العديد من أوجه التشابه.
تشمل الدراسات المتصلة ما يلي:
- الرياضيات التطبيقية
- الهندسة الحاسوبية
- طوبولوجيا حسابية
- رؤية حاسوبية
- معالجة الصورة
- تصور المعلومات
- التصوير العلمي

تشمل تطبيقات رسومات الحاسوب:
- تصميم وطباعة
- الفن الرقمي
- مؤثرات خاصة
- ألعاب الكترونية
- مأثرات بصرية

## التاريخ
هناك العديد من المؤتمرات والمجلات الدولية يتم فيها نشر أهم النتائج في مجال رسومات الحاسوب. من بينها مؤتمرات SIGGRAPH و Eurographics و Journal of Association of Computing Machinery (ACM) on Journal Graphics. تتميز سلسلة ندوات Eurographics و ACM SIGGRAPH المشتركة بالمواقع الرئيسية للمجالات الفرعية الأكثر تخصصًا: ندوة حول معالجة الهندسة، ندوة حول التقديم، ندوة حول الرسوم المتحركة بالحاسوب،  والرسومات عالية الأداء.
كما هو الحال في بقية علوم الحاسوب، تكون منشورات المؤتمرات في رسومات الحاسوب بشكل عام أكثر أهمية من منشورات المجلات (وبالتالي تكون معدلات قبولها منخفضة).

## المجالات الفرعية
التصنيف الواسع للمجالات الفرعية الرئيسية في رسومات الحاسوب هو:
1. علم الهندسة : يدرس طرق تمثيل الأسطح ومعالجتها
2. الرسوم المتحركة : يدرس طرق تمثيل ومعالجة الحركة
3. التقديم Rendering: يدرس الخوارزميات لإعادة إنتاج النقل الخفيف
4. التصوير : يدرس الحصول على الصور أو تحرير الصور

### علم الهندسة

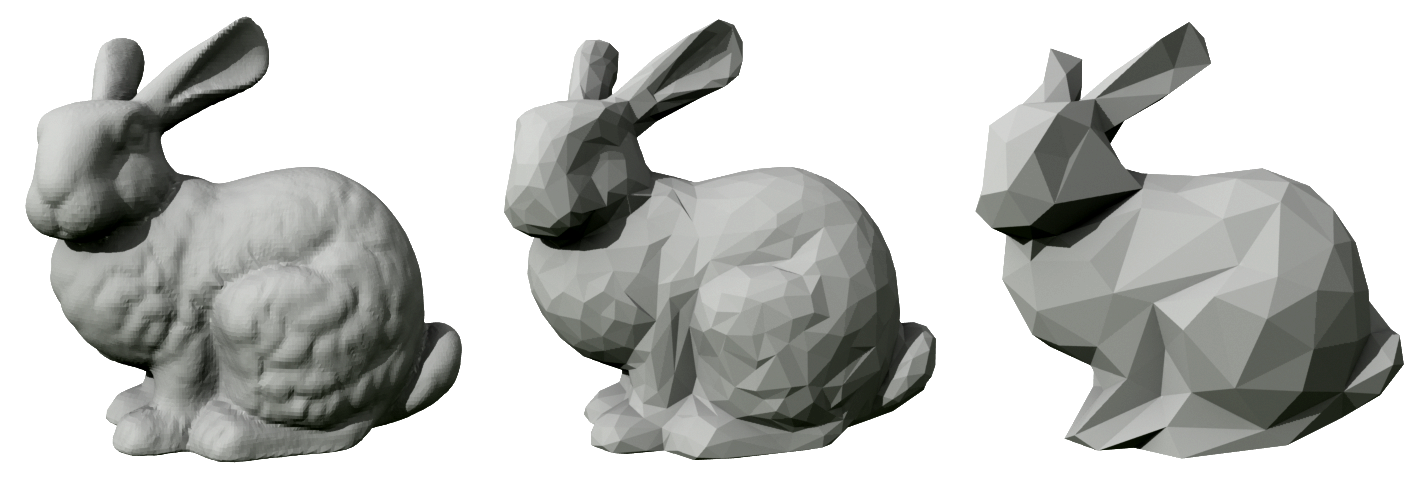
تقريب متتالي لسطح محسوب باستخدام مقاييس الخطأ التربيعية.

يدرس هذا المجال الفرعي تمثيل الكائنات ثلاثية الأبعاد في بيئة رقمية منفصلة. نظرًا لأن مظهر كائن ما يعتمد إلى حد كبير على شكله الخارجي، يتم استخدام تمثيلات الحدود بشكل شائع. تمثل السطوح ثنائية الأبعاد تمثيلًا جيدًا لمعظم الكائنات، على الرغم من أنها قد تكون غير متعددة الجوانب. نظرًا لأن الأسطح ليست محدودة، يتم استخدام تقريب رقمي منفصل. تعد الشبكات متعددة الأضلاع (وأسطح التقسيم الفرعي بدرجة أقل) هي الأكثر شيوعًا إلى حد بعيد، على الرغم من أن التمثيلات القائمة على النقاط أصبحت أكثر شيوعًا مؤخرًا (انظر على سبيل المثال ندوة الرسومات المستندة إلى نقاط). هذه الصور تمثل لاغرانج، وهذا يعني أن المواقع المكانية للعينات مستقلة. في الآونة الأخيرة، تم تطوير أوصاف سطح Eulerian (أي يتم تثبيت العينات المكانية) مثل مجموعات المستويات إلى تمثيل مفيد لتشويه الأسطح التي تمر بالعديد من التغييرات الطوبولوجية (مع كون السوائل المثال الأكثر بروزًا).
المجالات الفرعية للهندسة
- نمذجة السطح الضمنية - حقل فرعي أقدم يدرس استخدام الأسطح الجبرية وهندسة البناء الصلبة وما إلى ذلك لتمثيل السطح.
- المعالجة الرقمية للهندسة - إعادة بناء السطح، التبسيط، التجهيز، إصلاح الشبكات، تحديد المعالم، إعادة التشكيل، إنشاء الشبكات، ضغط السطح، وتحرير السطح كلها تقع تحت هذا العنوان.[10][11][12]
- الهندسة التفاضلية المنفصلة - حقل ناشئ يحدد الكميات الهندسية للأسطح المنفصلة المستخدمة في رسومات الحاسوب.[13]
- الرسومات المستندة إلى نقطة - حقل حديث يركز على النقاط باعتبارها التمثيل الأساسي للأسطح.
- تقسيم الأسطح
- معالجة الشبكات خارج المركز - مجال حديث آخر يركز على مجموعات البيانات الشبكية التي لا تناسب الذاكرة الرئيسية.

### الرسوم المتحركة
يدرس المجال الفرعي للرسوم المتحركة أوصاف الأسطح (والظواهر الأخرى) التي تتحرك أو تتشوه بمرور الوقت. من الناحية التاريخية، ركزت معظم الأعمال في هذا المجال على النماذج البارامترية والقائمة على البيانات، ولكن المحاكاة الفيزيائية في الآونة الأخيرة أصبحت أكثر شيوعًا حيث أصبحت أجهزة الحاسوب أكثر قوة من الناحية الحسابية.
المجالات الفرعية
- لاقط الحركة
- تحريك الشخصيات
- المحاكاة المادية (مثل نمذجة القماش، الرسوم المتحركة لجريان الموائع، وما إلى ذلك)

### التصيير Rendering
التصيير يولد الصور من نموذج. قد يحاكي التجسيد بالنقل الخفيف لإنشاء صور واقعية أو قد ينشئ صورًا لها أسلوب فني معين في التقديم غير الواقعي . العمليتان الأساسيتان في التصيير الواقعي هما النقل (مقدار الضوء الذي يمر من مكان إلى آخر) والانتثار (كيف تتفاعل الأسطح مع الضوء). انظر تصيير (رسومات الكمبيوتر) لمزيد من المعلومات.
النقل
يصف النقل كيفية انتقال الإضاءة في مكان ما من مكان إلى آخر. الرؤية هي مكون رئيسي للنقل الخفيف.
الانتشار
تُستخدم نماذج الانتثار والتظليل لوصف مظهر السطح. غالبًا ما تتم دراسة هذه المشكلات في الرسومات في سياق التصيير نظرًا لأنها يمكن أن تؤثر بشكل كبير على تصميم خوارزميات التصيير. يمكن تقسيم التظليل إلى قضيتين، والتي تتم دراستها غالبًا بشكل مستقل:
1. الانتثار - كيف يتفاعل الضوء مع السطح عند نقطة معينة
2. التظليل - كيف تختلف خصائص المواد عبر السطح

تشير المشكلة الأولى إلى التشتت، أي العلاقة بين الإضاءة الواردة والصادرة في نقطة معينة. يتم تقديم وصف الانتثار عادةً من حيث دالة توزيع الانتثار ثنائية الاتجاه أو BSDF. تتناول المسألة الثانية كيف يتم توزيع أنواع مختلفة من الانتثار على السطح (بمعنى: أي وظيفة تشتت تنطبق أين). يتم التعبير عن أوصاف هذا النوع عادةً باستخدام برنامج يسمى مُظلِل shader. (لاحظ أن هناك بعض الالتباس لأن كلمة «تظليل» تستخدم أحيانًا للبرامج التي تصف التباين الهندسي المحلي.)
المجالات الفرعية الأخرى
- عرض فعلي - يهتم بتوليد الصور وفقًا لقوانين البصريات الهندسية
- التصيير في الزمن الحقيقي - يركز على الصيير للتطبيقات التفاعلية، وعادةً ما يستخدم الأجهزة المتخصصة مثل وحدات معالجة الرسومات
- التصيير غير الواقعي
- relighting - مجال حديث يهتم بإعادة عرض المشاهد بسرعة

## الباحثين البارزين
- Arthur Appel
- James Arvo
- Brian A. Barsky
- Jim Blinn
- Jack E. Bresenham
- Loren Carpenter
- إدوين كاتمول
- جيمس كلارك
- روبرت إل. كوك
- Franklin C. Crow
- Paul Debevec
- ديفيد س. إيفانز
- Ron Fedkiw  [لغات أخرى]‏
- Steven K. Feiner
- جيمس د. فولي
- David Forsyth  [لغات أخرى]‏
- Henry Fuchs
- Andrew Glassner
- Henri Gouraud (computer scientist)
- دونالد بي غرينبيرغ
- Eric Haines
- R. A. Hall
- بات هانراهان
- John Hughes
- Jim Kajiya
- Takeo Kanade
- كين كنولتون
- Marc Levoy
- Martin Newell (computer scientist)
- James O'Brien  [لغات أخرى]‏
- Ken Perlin
- Matt Pharr
- بوي تونج فونج
- Przemyslaw Prusinkiewicz
- ويليام ريفز
- David F. Rogers
- Holly Rushmeier
- Peter Shirley
- James Sethian
- إيفان سذرلاند
- Demetri Terzopoulos
- Kenneth Torrance
- Greg Turk
- Andries van Dam
- Henrik Wann Jensen
- Gregory Ward
- جون وورنوك
- J. Turner Whitted
- لانس وليامز  [لغات أخرى]‏

### مجموعات الجامعة
- مجموعة رسومات الحاسوب وسهولة الاستخدام في جامعة سايمون فريزر
- مجموعة رسومات الحاسوب في جامعة هونغ كونغ
- مركز بحوث تكنولوجيا الإعلام في جامعة باث
- مجموعة بيركلي للرسوم المتحركة والنمذجة نسخة محفوظة 13 أكتوبر 2007 على موقع واي باك مشين.
- بيركلي رسومات الحاسوب
- مجموعة رسومات الحاسوب بجامعة بريستول
- C²G² في جامعة كولومبيا
- مركز تكنولوجيا المعلومات المرئية ، معهد IIIT حيدر أباد
- Caltech متعدد النمذجة المجموعة
- مختبر كارنيجي ميلون للرسومات
- قسم رسومات الحاسوب في معهد ماكس بلانك للفور المعلوماتية
- قسم رسومات الحاسوب في مدرسة هوت ألبرت جاكار
- مجموعة رسومات الكمبيوتر في براون
- مجموعة رسومات الحاسوب في جامعة آخن
- رسومات الحاسوب في هارفارد نسخة محفوظة 31 ديسمبر 2016 على موقع واي باك مشين.
- مختبر رسومات الحاسوب وتقنيات غامرة نسخة محفوظة 23 سبتمبر 2017 على موقع واي باك مشين. في جامعة جنوب كاليفورنيا
- مختبر الرسومات معهد التقنيات الإبداعية في جامعة جنوب كاليفورنيا
- مختبر رسومات الحاسوب في المعهد الكوري المتقدم للعلوم والتكنولوجيا (KAIST)
- مجموعة رسومات الحاسوب في جامعة بون
- مجموعة رسومات الحاسوب في جامعة فرجينيا
- مختبر رسومات الحاسوب في جامعة طوكيو
- مختبر رسومات الحاسوب في جامعة أوستن
- مختبر رسومات الحاسوب في ETH زيوريخ
- مجموعة رسومات الحاسوب / التصميم الهندسي في شركة رايس
- مختبر رسومات الحاسوب وواجهة المستخدم بجامعة كولومبيا
- مختبر رسومات الحاسوب عالية الأداء في جامعة بوردو
- مختبر رسومات الحاسوب والتصوير بجامعة بوردو
- مختبر رسومات الحاسوب والتصور نسخة محفوظة 5 ديسمبر 2014 على موقع واي باك مشين. في جامعة يوتا
- مختبر رسومات الحاسوب والتصور في جامعة ويسكونسن
- برنامج جامعة كورنيل لرسومات الكمبيوتر
- مشروع الرسومات الديناميكية في جامعة تورونتو
- مجموعة النمذجة الهندسية والهندسة الصناعية في جامعة التقنية في فيينا
- معهد رسومات الحاسوب والخوارزميات في جامعة فيينا التقنية
- الرسومات وتحليل الصور في UNC
- معمل التصوير والتصوير بجامعة سرقسطة
- مجموعة الرسومات والجيوماتكس في جامعة خاين
- مجموعة الرسومات والحوسبة الهندسية في جامعة تسينغهوا
- الرسومات @ إلينوي
- GRAIL في جامعة واشنطن
- GRAVIR في iMAGIS
- GVIL في جامعة ماريلاند ، كوليدج بارك
- GVU Center في Georgia Tech
- مجموعة أبحاث التصور ورسومات IDAV نسخة محفوظة 4 فبراير 2011 على موقع واي باك مشين. بجامعة كاليفورنيا في ديفيس
- مجموعة أبحاث IMAGINE في جامعة لوس أنديس، بوغوتا، كولومبيا
- مختبر تصوير بجامعة كولومبيا البريطانية
- مجموعة MIT Computer Graphics
- MRL في جامعة نيويورك
- مجموعة برينستون للجرافيك والهندسة
- مختبر ستانفورد للكمبيوتر
- UCSD مختبر رسومات الحاسوب
- ViRVIG في جامعة البوليتكنيك في كاتالونيا
- مركز أبحاث الرؤية في فاندربيلت
- شبكة INI-GraphicsNet الدولية
- مركز أبحاث VRVis

### في الصناعة
تشمل المعامل الصناعية التي تجري أبحاثًا حول «الرسومات الحاسوبية»:
- مختبرات أدوبي للتكنولوجيا المتقدمة
- MERL
- مايكروسوفت البحوث - الرسومات نسخة محفوظة 11 ديسمبر 2008 على موقع واي باك مشين.
- أبحاث نفيديا

تشمل استوديوهات الأفلام الرئيسية التي تبرز أبحاث الرسومات ما يلي:
- ILM
- PDI / Dreamworks الرسوم المتحركة
- بيكسار